# Vasilij Petrovič Stasov
Vasilij Petrovič Stasov (rusky Василий Петрович Стасов; 4. srpna 1769 Moskva – 5. září 1848 Petrohrad) byl ruský architekt. Byl jedním z prvních tvůrců ruského empíru, člen Carské akademie umění.
V Petrohradě mimo jiné vytvořil narevský vítězný oblouk a dokončil výstavbu chrámu ve Smolném.
Je také autorem dnešního prezidentského paláce ve Vilniusu.